# Mario Delaš
Mario Delaš (Spalato, 16 gennaio 1990) è un cestista croato.
È fratello di Ante Delaš.

## Carriera
Con la Croazia ha disputato i Campionati europei del 2013.

## Palmarès
- Campionato lituano: 2

Žalgiris Kaunas: 2011-12, 2012-13
- Campionato croato: 1

Cedevita Zagabria: 2014-15
- Campionato estone: 1

Kalev/Cramo: 2015-16
- Coppa di Croazia: 1

Cedevita Zagabria: 2015
- Lega Baltica: 1

Žalgiris Kaunas: 2009-10
- Alpe Adria Cup: 1

Körmend: 2018-19